# Отклики (газета, Гомель)
«Отклики» — общественно-политическая и литературная газета радикального направления. Выдавалось 1 (14) января и 2 (15) апреля 1912 г., с 24 января (6 февраля) 1914 до 19 апреля (2 мая) 1915. в Гомеле на русском языке сначала еженедельно, а с № 25 за 1914 ежедневно. Редактор-издатель Н. И. Кулябко-Корецкий, он же автор большинства материалов. Газета была в оппозиции к царизму, неоднократно подвергалась судебным взысканиям, выходила с перерывами. Критиковала полицейско-бюрократический режим, засилье цензуры. В статье «Социалисты и война» выступила против империалистической войны. Освещала литературную жизнь Гомеля, особенно т. н. «Литературные суды» — конференции читателей, посвященные популярным произведением.
В 1910 году издавались «Гомельские отклики» (№1—8). Политический, общественный и литературный еженедельник. Редактор и издатель Каганский Г. Л., последний номер под редакцией Н. И. Кулябко-Корецкого.